# Àcid 4-hidroxifenilpirúvic
L'àcid 4-hidroxifenilpirúvic (4-HPPA) és un cetoàcid implicat en el catabolisme dels aminoàcids tirosina i fenilalanina. Químicament és un àcid 2-oxo monocarboxílic relacionat amb l'àcid pirúvic en el qual un dels hidrògens del grup metil ha estat substituït per un grup 4-hidroxifenil. Està relacionat amb la malaltia fenilcetonúria.
La fenilalanina i la tirosina comparteixen via catabòlica: la tirosina es forma a partir de la fenilalanina per acció de l'enzim fenilalanina hidroxilasa, que afegeix un grup hidroxil a la cadena lateral aromàtica de la fenilalanina. A la següent reacció de la via, la tirosina és convertida en 4-HPPA en una reacció de transaminació catalitzada per l'enzim tirosina aminotransferasa.
El 4-HPPA es pot convertir en àcid homogentísic, que és un dels precursors del pigment ocronòtic, per acció de l'enzim àcid 4-hidroxifenilpirúvic dioxigenasa (HPD); també és un compost intermediari en la síntesi de l'escitonemina.